# Itang
Itang – miasto w Etiopii (Region Ludów Gambeli). Według danych szacunkowych na rok 2008 liczy 3 911 mieszkańców Ośrodek przemysłowy.